# Округ Сандовал (Њу Мексико)
Сандовал (енгл. Sandoval County) је округ у америчкој савезној држави Њу Мексико.

## Демографија
По попису из 2010. године број становника је 131.561, што је 41.653 (46,3%) становника више него 2000. године.
| Група             | 2000.          | 2010.          |
| Белци             | 45.227 (50,3%) | 62.445 (47,5%) |
| Афроамериканци    | 1.535 (1,7%)   | 2.800 (2,1%)   |
| Азијати           | 894 (1,0%)     | 1.922 (1,5%)   |
| Хиспаноамериканци | 26.437 (29,4%) | 46.129 (35,1%) |
| Укупно            | 89.908         | 131.561        |